# 阿茶局

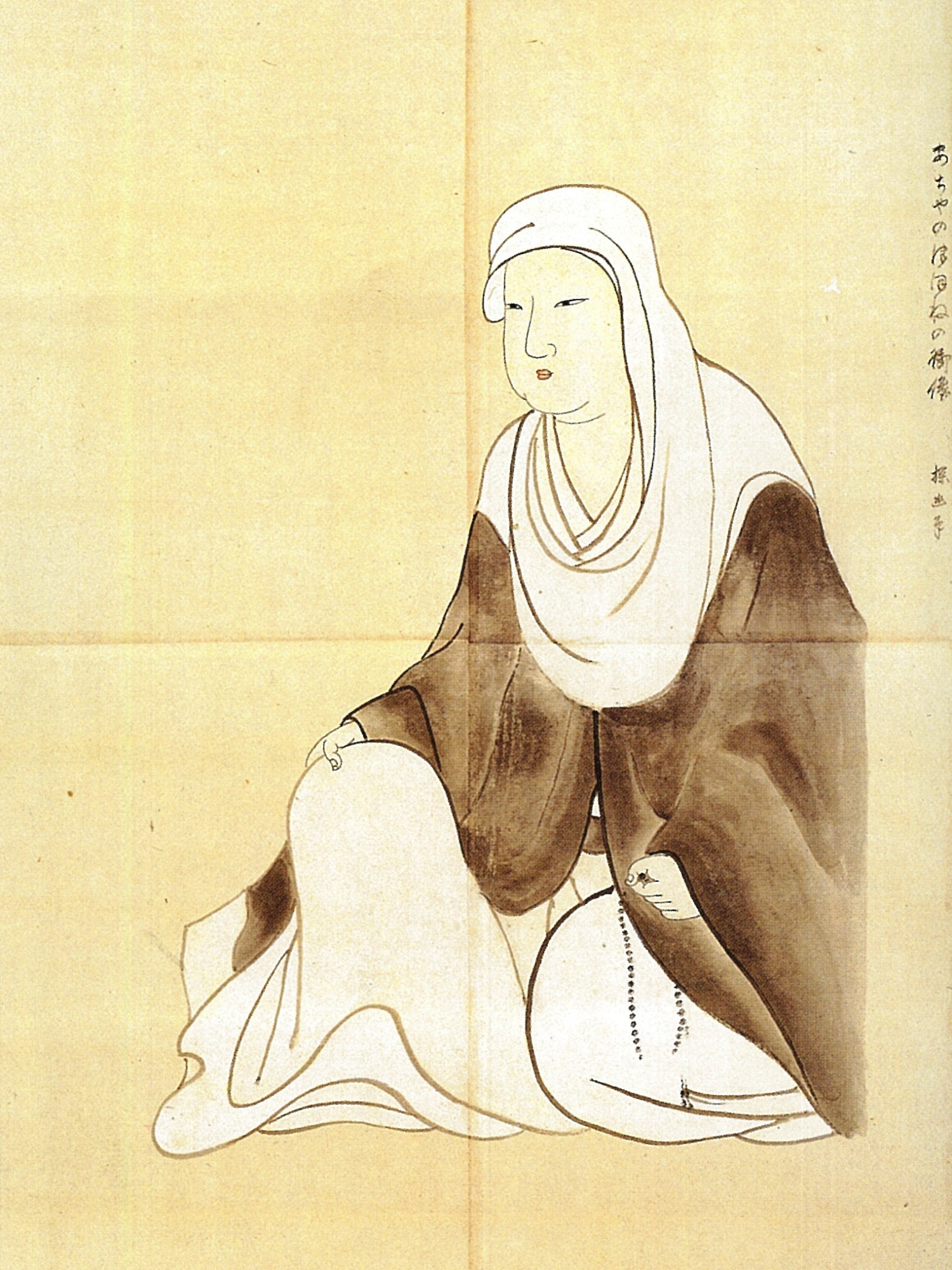
雲光院像（德川紀念財團藏）

阿茶局（1555年—1637年），父親為武田家臣飯田直政，本名飯田須和。後來嫁給甲斐春日神社的神官神尾孫兵衛忠重（曾為今川氏的家臣）。不過，在天正五年（1577年）時，丈夫戰死，後來成為德川家康側室。

## 生平

### 早年
須和的父親直政原本是武田氏的家臣，後來在武田氏與今川氏友好時，直政獲得武田信玄的許可成為今川家家臣。天正元年（1573年），十九歲的須和和舊今川家臣神尾忠重成親。隔年生下兒子豬之助。不過，在天正五年（1577年），忠重去世。
天正七年（1579年）五月，二十五歲的須和被召入濱松城，不久成為三十八歲的德川家康的側室，之後便被稱為阿茶局。而就在同年，家康另一名側室於愛之方生下家康三子長松丸，也就是日後的德川秀忠。天正十一年（1583年）時，阿茶局與已故的丈夫忠重所生的兒子豬之助成為長松丸的侍童，後來豬之助官至至刑部少輔，俸祿三千多石。
天正十二年（1584年），德川軍和織田信雄聯軍，與羽柴秀吉（日後的豐臣秀吉）發生衝突，即是小牧長久手之戰。當時懷孕的阿茶局前去戰場，卻在戰爭結束後不小心流產。天正十七年（1589年）於愛之方去世，得年三十八歲。在那個時候，長松丸（秀忠）和福松丸（忠吉）年紀還很小，因此家康便讓阿茶局代替於愛，成為秀忠兄弟的養母。

### 幕府時期
之後，阿茶局在各地陣地之中屢次做為使者，是家康的側室中具有新奇才智的側室，因此家康對她也十分信賴，阿茶局也沒有辜負家康的信任，完成了政治方面等重要的任務。慶長十八年（1613年）阿茶局開始擔任家康御用秘書。而後，因為“方廣寺院鐘銘事件”而從大坂城豐臣秀賴那兒所派來道歉的使者，也是阿茶局負責接待的。慶長二十年（元和元年）（1615年）的大坂冬之陣，德川和豐臣兩方議和時，阿茶局與本多正純一起和豐臣方的常高院（秀賴的母親淀殿的妹妹）達成協議，並與板倉重昌從淀殿那兒接收誓文。

### 晚年
元和二年（1616年），德川家康去世，享年七十五歲。家康生前的側室全都落髮出家，但由於阿茶局在家康生前便得到他的授意，家康去世後她並沒有進入佛門，而是住在江戶，被授予伙食費三百石。元和六年（1620年）秀忠五女和子入宮時，以替代母親入宮照料，被稱為民部卿局；和子生下第一個孩子興子內親王後，後水尾天皇封給阿茶局身為平民女性的最高地位－－從一位。寬永九年（1632年）家光上洛時負責接待。同年，秀忠過世，阿茶局出家，號為「神尾一位尼」（或「神尾一位局」）。
寬永十四年（1637年）新年，阿茶局以八十三歲的高齡逝世，法號「雲光院」。葬於江戶深川雲光院。